# Batalla de las Babias
L'emir Hixam I va voler venjar la derrota a la batalla de Lutos del 794, en la que va morir el seu general Abd-al-Màlik ibn Abd-al-Wàhid ibn Mughith. Per això va enviar l'any següent el seu germà Abd-al-Karim ibn Abd-al-Wàhid ibn Mughith amb un fort exèrcit que tenia uns 10.000 genets contra el Regne d'Astúries.
L'emir també va organitzar un altre exèrcit de diversió contra Galícia, per evitar la concentració a Astúries de les forces gallegues enemigues. Aquesta columna va entrar a Galícia, va devastar la regió i quan tornava victoriosa va haver de combatre contra els cristians i va ser vençuda per ells. Al combat els musulmans van patir moltes baixes i amb prou feines van poder escapar, deixant nombrosos presoners en poder dels cristians.

## Antecedents
Alfons II d'Astúries, que havia reforçat el seu exèrcit amb efectius machus (vascons idòlatres), va acampar a prop d'Astorga, base d'operacions habitual dels atacs contra Astúries, travessant el port de Mesa esperant el combat després d'obligar els vilatans a refugiar-se a les muntanyes, tractant de garantir-se la possible retirada pels ports de la Mesa i de Ventana.

## Batalla
Abd-al-Karim va enviar contra els cristians una avantguarda de quatre mil genets comandats per Farach ibn Kinanah, cap de la divisió de Sidonia. Abd-al-Karim ibn Abd-al-Wàhid ibn Mughith va avançar poc després, i les forces combinades van derrotar els asturians, que van haver de fugir pel port de Ventana, encalçats per la cavalleria musulmana.

## Conseqüències
Abd-al-Karim ibn Abd-al-Wàhid ibn Mughith i Farach ibn Kinanah van derrotar les forces asturianes a la batalla del riu Quirós i la batalla del riu Nalón, i capturant Oviedo, però amb l'avenç de l'hivern, els musulmans van haver de retirar-se a les seves terres sense haver acabat amb Alfons II d'Astúries, que va poder escapar.
La mort d'Hixam I i les disputes que la van succeir van aturar les incursions al Regne d'Astúries durant uns anys, i van permetre formar una aliança entre Alfons II d'Astúries i Carlemany.